# Motorrad-Weltmeisterschaft 2004
Die Motorrad-WM-Saison 2004 war die 56. in der Geschichte der FIM-Motorrad-Straßenweltmeisterschaft.
In allen Klassen wurden 16 Rennen ausgetragen.

## Punkteverteilung
Weltmeister wird derjenige Fahrer beziehungsweise der Hersteller, der bis zum Saisonende die meisten Punkte in der Weltmeisterschaft angesammelt hat. Bei der Punkteverteilung werden die Platzierungen im Gesamtergebnis des jeweiligen Rennens berücksichtigt. Die fünfzehn erstplatzierten Fahrer jedes Rennens erhalten Punkte nach folgendem Schema:
| Punkteverteilung | Punkteverteilung | Punkteverteilung | Punkteverteilung | Punkteverteilung | Punkteverteilung | Punkteverteilung | Punkteverteilung | Punkteverteilung | Punkteverteilung | Punkteverteilung | Punkteverteilung | Punkteverteilung | Punkteverteilung | Punkteverteilung | Punkteverteilung |
| ---------------- | ---------------- | ---------------- | ---------------- | ---------------- | ---------------- | ---------------- | ---------------- | ---------------- | ---------------- | ---------------- | ---------------- | ---------------- | ---------------- | ---------------- | ---------------- |
| Platz            | 1                | 2                | 3                | 4                | 5                | 6                | 7                | 8                | 9                | 10               | 11               | 12               | 13               | 14               | 15               |
| Punkte           | 25               | 20               | 16               | 13               | 11               | 10               | 9                | 8                | 7                | 6                | 5                | 4                | 3                | 2                | 1                |

In die Wertung kamen alle erzielten Resultate.

## MotoGP-Klasse

### Rennergebnisse
|    | Datum  | Rennen                 | Strecke        | Platz 1         | Platz 2         | Platz 3         | Pole-Position     | Schn. Rennrunde | Gesamtführender Fahrer | Gesamtführendes Team             | Gesamtführender Konstrukteur |
| -- | ------ | ---------------------- | -------------- | --------------- | --------------- | --------------- | ----------------- | --------------- | ---------------------- | -------------------------------- | ---------------------------- |
| 1  | 18.04. | GP von Südafrika       | Welkom         | Valentino Rossi | Max Biaggi      | Sete Gibernau   | Valentino Rossi   | Max Biaggi      | Valentino Rossi        | Gauloises Fortuna Yamaha         | Yamaha                       |
| 2  | 02.05. | GP von Spanien         | Jerez          | Sete Gibernau   | Max Biaggi      | Alex Barros     | Valentino Rossi   | Sete Gibernau   | Sete Gibernau          | Telefónica Movistar Honda MotoGP | Honda                        |
| 3  | 16.05. | GP von Frankreich      | Le Mans        | Sete Gibernau   | Carlos Checa    | Max Biaggi      | Sete Gibernau     | Max Biaggi      | Sete Gibernau          | Telefónica Movistar Honda MotoGP | Honda                        |
| 4  | 06.06. | GP von Italien         | Mugello        | Valentino Rossi | Sete Gibernau   | Max Biaggi      | Sete Gibernau     | Sete Gibernau   | Sete Gibernau          | Telefónica Movistar Honda MotoGP | Honda                        |
| 5  | 13.06. | GP von Katalonien      | Barcelona      | Valentino Rossi | Sete Gibernau   | Marco Melandri  | Sete Gibernau     | Sete Gibernau   | Sete Gibernau          | Gauloises Fortuna Yamaha         | Honda                        |
| 6  | 26.06. | 74. Dutch TT           | Assen          | Valentino Rossi | Sete Gibernau   | Marco Melandri  | Valentino Rossi   | Valentino Rossi | Valentino Rossi        | Gauloises Fortuna Yamaha         | Yamaha                       |
| 7  | 04.07. | GP von Rio de Janeiro  | Jacarepagua    | Makoto Tamada   | Max Biaggi      | Nicky Hayden    | Kenny Roberts jr. | Makoto Tamada   | Valentino Rossi        | Gauloises Fortuna Yamaha         | Honda                        |
| 8  | 18.07. | 68. GP von Deutschland | Sachsenring    | Max Biaggi      | Alex Barros     | Nicky Hayden    | Max Biaggi        | Alex Barros     | Valentino Rossi        | Gauloises Fortuna Yamaha         | Honda                        |
| 9  | 25.07. | GP von Großbritannien  | Donington      | Valentino Rossi | Colin Edwards   | Sete Gibernau   | Valentino Rossi   | Colin Edwards   | Valentino Rossi        | Gauloises Fortuna Yamaha         | Honda                        |
| 10 | 22.08. | GP von Tschechien      | Brünn          | Sete Gibernau   | Valentino Rossi | Max Biaggi      | Sete Gibernau     | Alex Barros     | Valentino Rossi        | Gauloises Fortuna Yamaha         | Honda                        |
| 11 | 05.09. | GP von Portugal        | Estoril        | Valentino Rossi | Makoto Tamada   | Alex Barros     | Makoto Tamada     | Valentino Rossi | Valentino Rossi        | Gauloises Fortuna Yamaha         | Honda                        |
| 12 | 19.09. | GP von Japan           | Motegi         | Makoto Tamada   | Valentino Rossi | Shin’ya Nakano  | Makoto Tamada     | Makoto Tamada   | Valentino Rossi        | Gauloises Fortuna Yamaha         | Honda                        |
| 13 | 02.10. | GP von Katar           | Doha           | Sete Gibernau   | Colin Edwards   | Rubén Xaus      | Carlos Checa      | Colin Edwards   | Valentino Rossi        | Telefónica Movistar Honda MotoGP | Honda                        |
| 14 | 10.10. | GP von Malaysia        | Sepang         | Valentino Rossi | Max Biaggi      | Alex Barros     | Valentino Rossi   | Valentino Rossi | Valentino Rossi        | Gauloises Fortuna Yamaha         | Honda                        |
| 15 | 17.10. | GP von Australien      | Phillip Island | Valentino Rossi | Sete Gibernau   | Loris Capirossi | Sete Gibernau     | Loris Capirossi | Valentino Rossi        | Gauloises Fortuna Yamaha         | Honda                        |
| 16 | 31.10. | GP von Valencia        | Valencia       | Valentino Rossi | Max Biaggi      | Troy Bayliss    | Makoto Tamada     | Max Biaggi      | Valentino Rossi        | Gauloises Fortuna Yamaha         | Honda                        |

### Fahrerwertung
| 1  | Valentino Rossi | Yamaha   | 304 |
| 2  | Sete Gibernau   | Honda    | 257 |
| 3  | Max Biaggi      | Honda    | 217 |
| 4  | Alex Barros     | Honda    | 165 |
| 5  | Colin Edwards   | Honda    | 157 |
| 6  | Makoto Tamada   | Honda    | 150 |
| 7  | Carlos Checa    | Yamaha   | 117 |
| 8  | Nicky Hayden    | Honda    | 117 |
| 9  | Loris Capirossi | Ducati   | 117 |
| 10 | Shin’ya Nakano  | Kawasaki | 83  |
| 11 | Rubén Xaus      | Ducati   | 77  |
| 12 | Marco Melandri  | Yamaha   | 75  |
| 13 | Norick Abe      | Yamaha   | 74  |
| 14 | Troy Bayliss    | Ducati   | 63  |
| 15 | Alex Hofmann    | Kawasaki | 51  |

| 16 | John Hopkins      | Suzuki               | 45 |
| 17 | Neil Hodgson      | Ducati               | 38 |
| 18 | Kenny Roberts jr. | Suzuki               | 37 |
| 19 | Jeremy McWilliams | Aprilia              | 26 |
| 20 | Shane Byrne       | Aprilia              | 18 |
| 21 | Nobuatsu Aoki     | Proton KR            | 10 |
| 22 | Michel Fabrizio   | Harris-WCM / Aprilia | 8  |
| 23 | Yukio Kagayama    | Suzuki               | 7  |
| 24 | Olivier Jacque    | Moriwaki             | 5  |
| 25 | James Haydon      | Proton KR            | 4  |
| 26 | James Ellison     | Harris-WCM           | 3  |
| 27 | Andrew Pitt       | Moriwaki             | 2  |
| 28 | Kurtis Roberts    | Proton KR            | 1  |
|    | Yōichi Ui         | Harris-WCM           | 1  |

### Konstrukteurswertung
| 1 | Honda      | 355 |
| 2 | Yamaha     | 328 |
| 3 | Ducati     | 169 |
| 4 | Kawasaki   | 95  |
| 5 | Suzuki     | 73  |
| 6 | Aprilia    | 39  |
| 7 | Proton     | 15  |
| 8 | Harris-WCM | 12  |
| 9 | Moriwaki   | 7   |

### Teamwertung
| 1  | Gauloises Fortuna Yamaha         | 421 |
| 2  | Telefonica MoviStar Honda MotoGP | 414 |
| 3  | Camel Honda                      | 367 |
| 4  | Repsol Honda Team                | 282 |
| 5  | Ducati Marlboro Team             | 188 |
| 6  | Fortuna Gauloises Yamaha         | 149 |
| 7  | Kawasaki Racing Team             | 134 |
| 8  | D’Antin MotoGP                   | 115 |
| 9  | Team Suzuki MotoGP               | 89  |
| 10 | MS Aprilia Racing                | 44  |
| 11 | Proton Team KR                   | 15  |
| 12 | WCM                              | 12  |

## 250-cm³-Klasse

### Rennergebnisse
|    | Datum  | Rennen                 | Strecke        | Platz 1         | Platz 2         | Platz 3         | Pole-Position   | Schn. Rennrunde | Gesamtführender Fahrer | Gesamtführender Konstrukteur |
| -- | ------ | ---------------------- | -------------- | --------------- | --------------- | --------------- | --------------- | --------------- | ---------------------- | ---------------------------- |
| 1  | 18.04. | GP von Südafrika       | Welkom         | Dani Pedrosa    | Randy De Puniet | Sebastián Porto | Randy De Puniet | Sebastián Porto | Dani Pedrosa           | Honda                        |
| 2  | 02.05. | GP von Spanien         | Jerez          | Roberto Rolfo   | Randy De Puniet | Fonsi Nieto     | Sebastián Porto | Roberto Rolfo   | Randy De Puniet        | Honda                        |
| 3  | 16.05. | GP von Frankreich      | Le Mans        | Dani Pedrosa    | Randy De Puniet | Toni Elías      | Dani Pedrosa    | Dani Pedrosa    | Randy De Puniet        | Honda                        |
| 4  | 06.06. | GP von Italien         | Mugello        | Sebastián Porto | Dani Pedrosa    | Manuel Poggiali | Sebastián Porto | Sebastián Porto | Randy De Puniet        | Honda                        |
| 5  | 13.06. | GP von Katalonien      | Barcelona      | Randy De Puniet | Dani Pedrosa    | Toni Elías      | Randy De Puniet | Dani Pedrosa    | Randy De Puniet        | Honda                        |
| 6  | 26.06. | 74. Dutch TT           | Assen          | Sebastián Porto | Dani Pedrosa    | Toni Elías      | Sebastián Porto | Dani Pedrosa    | Randy De Puniet        | Aprilia                      |
| 7  | 04.07. | GP von Rio de Janeiro  | Jacarepagua    | Manuel Poggiali | Dani Pedrosa    | Toni Elías      | Sebastián Porto | Sebastián Porto | Dani Pedrosa           | Aprilia                      |
| 8  | 18.07. | 68. GP von Deutschland | Sachsenring    | Dani Pedrosa    | Sebastián Porto | Alex De Angelis | Sebastián Porto | Sebastián Porto | Dani Pedrosa           | Honda                        |
| 9  | 25.07. | GP von Großbritannien  | Donington      | Dani Pedrosa    | Sebastián Porto | Randy De Puniet | Alex De Angelis | Dani Pedrosa    | Dani Pedrosa           | Honda                        |
| 10 | 22.08. | GP von Tschechien      | Brünn          | Sebastián Porto | Randy De Puniet | Dani Pedrosa    | Sebastián Porto | Dani Pedrosa    | Dani Pedrosa           | Aprilia                      |
| 11 | 05.09. | GP von Portugal        | Estoril        | Toni Elías      | Sebastián Porto | Randy De Puniet | Dani Pedrosa    | Toni Elías      | Dani Pedrosa           | Honda                        |
| 12 | 19.09. | GP von Japan           | Motegi         | Dani Pedrosa    | Toni Elías      | Hiroshi Aoyama  | Dani Pedrosa    | Dani Pedrosa    | Dani Pedrosa           | Honda                        |
| 13 | 02.10. | GP von Katar           | Doha           | Sebastián Porto | Dani Pedrosa    | Hiroshi Aoyama  | Sebastián Porto | Alex De Angelis | Dani Pedrosa           | Honda                        |
| 14 | 10.10. | GP von Malaysia        | Sepang         | Dani Pedrosa    | Sebastián Porto | Toni Elías      | Sebastián Porto | Dani Pedrosa    | Dani Pedrosa           | Honda                        |
| 15 | 17.10. | GP von Australien      | Phillip Island | Sebastián Porto | Alex De Angelis | Manuel Poggiali | Sebastián Porto | Sebastián Porto | Dani Pedrosa           | Honda                        |
| 16 | 31.10. | GP von Valencia        | Valencia       | Dani Pedrosa    | Toni Elías      | Randy De Puniet | Dani Pedrosa    | Dani Pedrosa    | Dani Pedrosa           | Honda                        |

### Fahrerwertung
| 1  | Dani Pedrosa     | Honda   | 317 |
| 2  | Sebastián Porto  | Aprilia | 256 |
| 3  | Randy De Puniet  | Aprilia | 214 |
| 4  | Toni Elías       | Honda   | 199 |
| 5  | Alex De Angelis  | Aprilia | 147 |
| 6  | Hiroshi Aoyama   | Honda   | 128 |
| 7  | Fonsi Nieto      | Aprilia | 124 |
| 8  | Roberto Rolfo    | Honda   | 116 |
| 9  | Manuel Poggiali  | Aprilia | 95  |
| 10 | Franco Battaini  | Aprilia | 93  |
| 11 | Anthony West     | Aprilia | 88  |
| 12 | Alex Debón       | Honda   | 82  |
| 13 | Chaz Davies      | Aprilia | 51  |
| 14 | Sylvain Guintoli | Aprilia | 42  |
| 15 | Naoki Matsudo    | Yamaha  | 41  |
| 16 | Hugo Marchand    | Aprilia | 36  |
| 17 | Héctor Faubel    | Aprilia | 31  |

| 18 | Alex Baldolini  | Aprilia          | 30 |
| 19 | Joan Olivé      | Aprilia          | 27 |
| 20 | Jakub Smrž      | Honda            | 20 |
| 21 | Arnaud Vincent  | Aprilia          | 15 |
| 22 | Johan Stigefelt | Aprilia          | 14 |
| 23 | Dirk Heidolf    | Aprilia          | 13 |
| 24 | Eric Bataille   | Honda            | 12 |
| 25 | Yūki Takahashi  | Honda            | 11 |
| 26 | Shūhei Aoyama   | Honda            | 8  |
| 27 | David De Gea    | Honda            | 8  |
| 28 | Grégory Lefort  | Aprilia          | 7  |
| 29 | Yuzo Fujioka    | Honda            | 4  |
|    | Erwan Nigon     | Yamaha / Aprilia | 4  |
| 31 | Tarō Sekiguchi  | Yamaha           | 4  |
| 32 | Grégory Leblanc | Aprilia          | 3  |

### Konstrukteurswertung
| 1 | Honda   | 354 |
| 2 | Aprilia | 344 |
| 3 | Yamaha  | 44  |

## 125-cm³-Klasse

### Rennergebnisse
|    | Datum  | Rennen                 | Strecke        | Platz 1           | Platz 2           | Platz 3           | Pole-Position     | Schn. Rennrunde   | Gesamtführender Fahrer | Gesamtführender Konstrukteur |
| -- | ------ | ---------------------- | -------------- | ----------------- | ----------------- | ----------------- | ----------------- | ----------------- | ---------------------- | ---------------------------- |
| 1  | 18.04. | GP von Südafrika       | Welkom         | Andrea Dovizioso  | Roberto Locatelli | Casey Stoner      | Andrea Dovizioso  | Roberto Locatelli | Andrea Dovizioso       | Honda                        |
| 2  | 02.05. | GP von Spanien         | Jerez          | Marco Simoncelli  | Steve Jenkner     | Héctor Barberá    | Marco Simoncelli  | Steve Jenkner     | Andrea Dovizioso       | Aprilia                      |
| 3  | 16.05. | GP von Frankreich      | Le Mans        | Andrea Dovizioso  | Roberto Locatelli | Jorge Lorenzo     | Andrea Dovizioso  | Andrea Dovizioso  | Andrea Dovizioso       | Aprilia                      |
| 4  | 06.06. | GP von Italien         | Mugello        | Roberto Locatelli | Casey Stoner      | Héctor Barberá    | Steve Jenkner     | Pablo Nieto       | Andrea Dovizioso       | Aprilia                      |
| 5  | 13.06. | GP von Katalonien      | Barcelona      | Héctor Barberá    | Andrea Dovizioso  | Pablo Nieto       | Jorge Lorenzo     | Héctor Barberá    | Andrea Dovizioso       | Aprilia                      |
| 6  | 26.06. | 74. Dutch TT           | Assen          | Jorge Lorenzo     | Roberto Locatelli | Casey Stoner      | Casey Stoner      | Jorge Lorenzo     | Andrea Dovizioso       | Aprilia                      |
| 7  | 04.07. | GP von Rio de Janeiro  | Jacarepagua    | Héctor Barberá    | Casey Stoner      | Andrea Dovizioso  | Héctor Barberá    | Héctor Barberá    | Andrea Dovizioso       | Aprilia                      |
| 8  | 18.07. | 68. GP von Deutschland | Sachsenring    | Roberto Locatelli | Héctor Barberá    | Pablo Nieto       | Andrea Dovizioso  | Héctor Barberá    | Andrea Dovizioso       | Aprilia                      |
| 9  | 25.07. | GP von Großbritannien  | Donington      | Andrea Dovizioso  | Álvaro Bautista   | Jorge Lorenzo     | Andrea Dovizioso  | Álvaro Bautista   | Andrea Dovizioso       | Aprilia                      |
| 10 | 22.08. | GP von Tschechien      | Brünn          | Jorge Lorenzo     | Andrea Dovizioso  | Roberto Locatelli | Marco Simoncelli  | Steve Jenkner     | Andrea Dovizioso       | Aprilia                      |
| 11 | 05.09. | GP von Portugal        | Estoril        | Héctor Barberá    | Mika Kallio       | Jorge Lorenzo     | Andrea Dovizioso  | Héctor Barberá    | Andrea Dovizioso       | Aprilia                      |
| 12 | 19.09. | GP von Japan           | Motegi         | Andrea Dovizioso  | Fabrizio Lai      | Simone Corsi      | Andrea Dovizioso  | Andrea Dovizioso  | Andrea Dovizioso       | Aprilia                      |
| 13 | 02.10. | GP von Katar           | Doha           | Jorge Lorenzo     | Andrea Dovizioso  | Álvaro Bautista   | Jorge Lorenzo     | Jorge Lorenzo     | Andrea Dovizioso       | Aprilia                      |
| 14 | 10.10. | GP von Malaysia        | Sepang         | Casey Stoner      | Andrea Dovizioso  | Álvaro Bautista   | Andrea Dovizioso  | Casey Stoner      | Andrea Dovizioso       | Aprilia                      |
| 15 | 17.10. | GP von Australien      | Phillip Island | Andrea Dovizioso  | Jorge Lorenzo     | Casey Stoner      | Roberto Locatelli | Andrea Dovizioso  | Andrea Dovizioso       | Aprilia                      |
| 16 | 31.10. | GP von Valencia        | Valencia       | Héctor Barberá    | Andrea Dovizioso  | Álvaro Bautista   | Andrea Dovizioso  | Pablo Nieto       | Andrea Dovizioso       | Aprilia                      |

### Fahrerwertung
| 1  | Andrea Dovizioso  | Honda    | 293 |
| 2  | Héctor Barberá    | Aprilia  | 202 |
| 3  | Roberto Locatelli | Aprilia  | 192 |
| 4  | Jorge Lorenzo     | Derbi    | 179 |
| 5  | Casey Stoner      | KTM      | 145 |
| 6  | Pablo Nieto       | Aprilia  | 138 |
| 7  | Álvaro Bautista   | Aprilia  | 129 |
| 8  | Steve Jenkner     | Aprilia  | 122 |
| 9  | Mirko Giansanti   | Aprilia  | 105 |
| 10 | Mika Kallio       | KTM      | 86  |
| 11 | Marco Simoncelli  | Aprilia  | 79  |
| 12 | Gino Borsoi       | Aprilia  | 79  |
| 13 | Simone Corsi      | Honda    | 61  |
| 14 | Julián Simón      | Honda    | 60  |
| 15 | Mattia Pasini     | Aprilia  | 54  |
| 16 | Fabrizio Lai      | Gilera   | 53  |
| 17 | Gábor Talmácsi    | Malaguti | 43  |

| 18 | Mike Di Meglio     | Aprilia | 41 |
| 19 | Sergio Gadea       | Aprilia | 29 |
| 20 | Andrea Ballerini   | Aprilia | 29 |
| 21 | Lukáš Pešek        | Honda   | 20 |
| 22 | Yōichi Ui          | Aprilia | 19 |
| 23 | Gioele Pellino     | Aprilia | 16 |
| 24 | Stefano Perugini   | Gilera  | 14 |
| 25 | Thomas Lüthi       | Honda   | 14 |
| 26 | Dario Giuseppetti  | Honda   | 8  |
| 27 | Tomoyoshi Koyama   | Yamaha  | 7  |
| 28 | Toshihisa Kuzuhara | Honda   | 7  |
| 29 | Imre Tóth          | Aprilia | 6  |
| 30 | Robbin Harms       | Honda   | 5  |
| 31 | Jordi Carchano     | Aprilia | 2  |
| 32 | Ángel Rodríguez    | Derbi   | 2  |
| 33 | Vesa Kallio        | Aprilia | 1  |

### Konstrukteurswertung
| 1 | Aprilia  | 329 |
| 2 | Honda    | 301 |
| 3 | KTM      | 204 |
| 4 | Derbi    | 179 |
| 5 | Gilera   | 61  |
| 6 | Malaguti | 43  |
| 7 | Yamaha   | 7   |